# Erbacher Hof (Mainz)

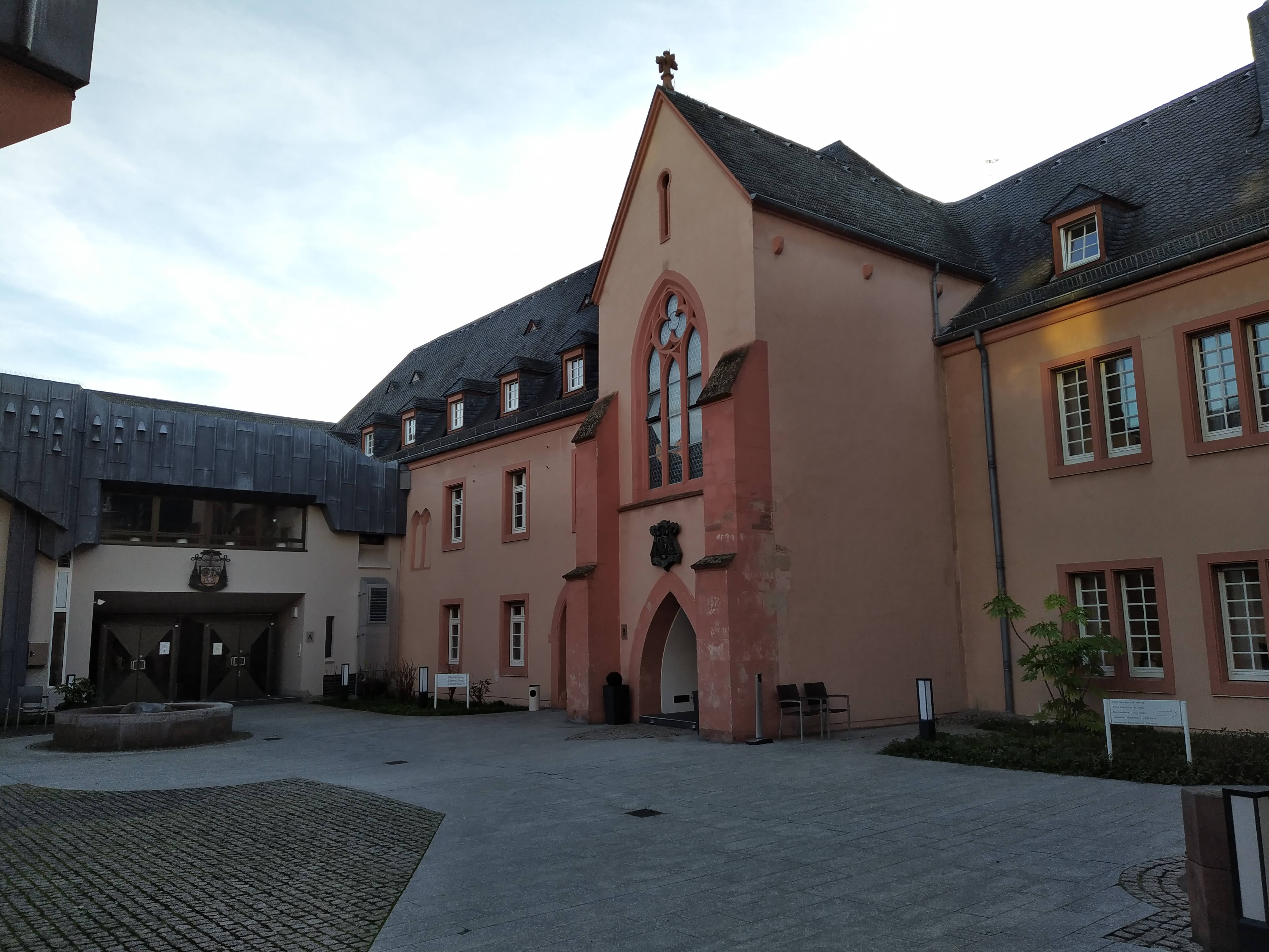
Innenhof

Der Erbacher Hof ist ein ehemaliger Stadthof (Wirtschaftsbetrieb) des Klosters Eberbach in der Altstadt von Mainz. Er entstand in der zweiten Hälfte des 12. Jahrhunderts. Im Jahre 1803 ging der Erbacher Hof durch Versteigerung als Nationalgut, wie auch 213 weitere Komplexe und Einzelobjekte in Mainz, in neue Besitzverhältnisse über.

## Lage und Umgebung
Der Erbacher Hof liegt im Weintorstraßenviertel südlich der Grebenstraße bis zur Höhe des Mauritzenplatzes. Nach Süden wird er durch die Himmelgasse und nach Westen durch die Turn- und Schwimmhalle des Priesterseminars Mainz begrenzt. Der Komplex des Erbacher Hofs wurde von mehreren seit dem Mittelalter entstandenen Gebäuden gesäumt, darunter der nach 1312 erbaute Arnsburger Hof und der Chor der gotischen Bernhardskapelle aus dem frühen 13. Jahrhundert mit Resten spätgotischer Ausmalungen.

## Geschichte
Das 1136 gestiftete Zisterzienserkloster Eberbach war in wirtschaftlicher Hinsicht sehr erfolgreich, wobei die Haupteinnahmequelle die Erlöse aus dem Weinbau waren. Auf dem Gelände richteten die Mönche daher einen Wirtschaftshof und großen Umschlag- und Stapelplatz für den Wein ein. Der in der Zeit um 1200 entstandene Südflügel steht mit seinen Umfassungsmauern auf einer zweischiffigen, kreuzgratgewölbten Kelleranlage.
Zum Hof gehört die gotische Marienkapelle, die unmittelbar an die moderne Bernhardskapelle des neuzeitlichen Ensembles grenzt. Die wiederhergestellte und teilweise rekonstruierte Marienkapelle in dem Mittelbau von 1250 war das Zentrum des ehemaligen Klosterhofes und ursprünglich der Heiligen Anna geweiht, deren Haupt 1212 von Betlehem nach Mainz gebracht worden war.

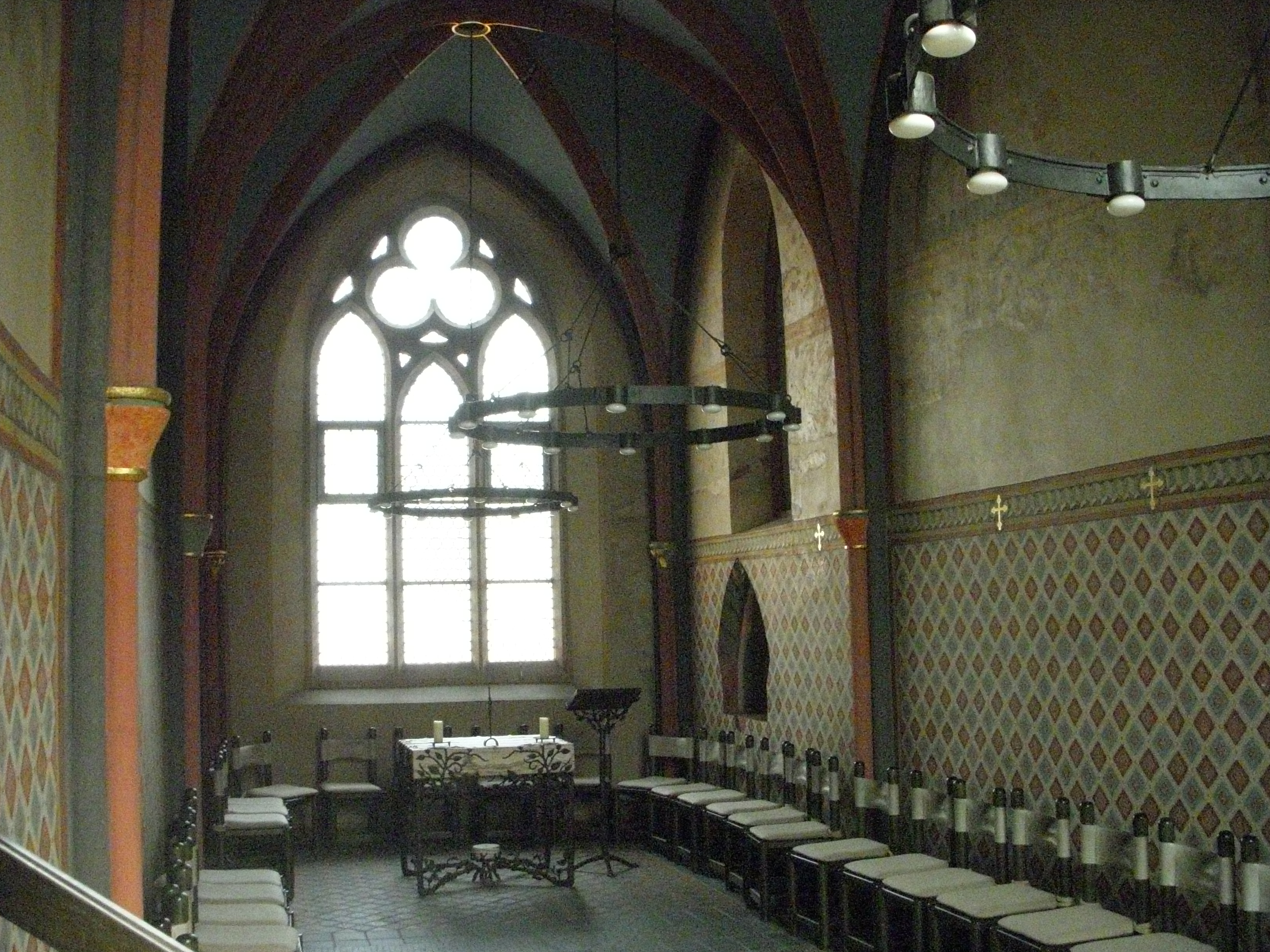
Innenansicht der gotischen Marienkapelle
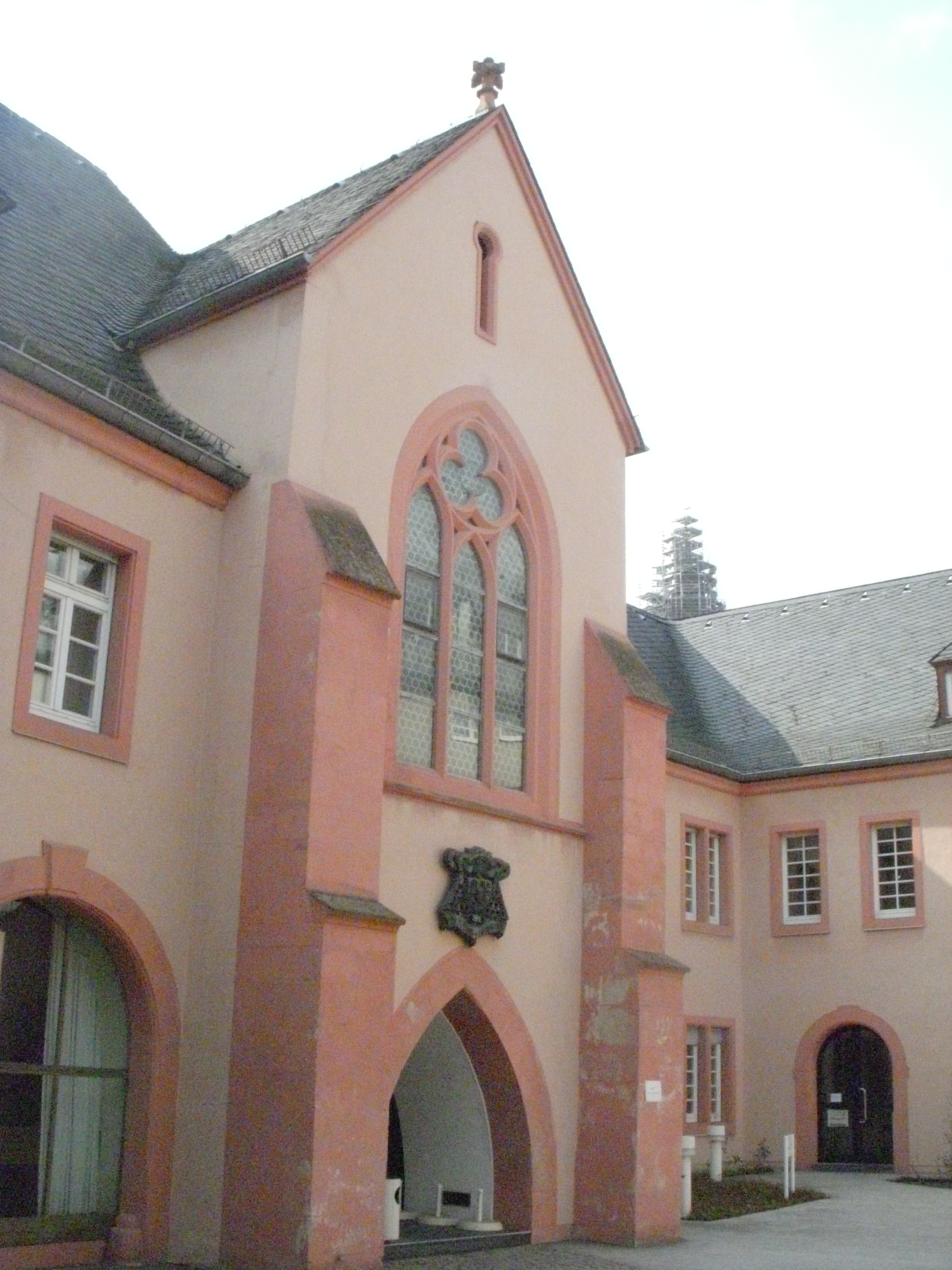
Gotische Marienkapelle im Erbacher Hof

In den Erbacher Hof führt ein großer, profilierter Torbogen. Ein solcher trennt auch den Innenhof mit den Kapellen.

## Heutige Nutzung
Der Ankauf des Geländes durch das Bistum Mainz fand im Jahre 1969 statt, anschließend erfolgte der Wiederaufbau. Seit dem Jahr 1988 befindet sich das Tagungszentrum des Bistums Mainz auf dem Gelände; seit 1998 die katholische Akademie. Der Akademikerseelsorger Walter Seidel war der Gründungsdirektor von Akademie und Tagungszentrum „Erbacher Hof“. Zahlreiche Veranstaltungen akademischer Art prägen die Einrichtung. Ein geräumiger Gästetrakt, der das Haus „Zum Römischen König“ miteinbezieht, hält zahlreiche Zimmer vor. Das Haus mit seinem verbleiten unregelmäßigen Dach prägt das ganze Weintorstraßenviertel. Von den oberen Balkonen bieten sich mehrere Panoramablicke auf die Mainzer Altstadt.